# Leiocolea fitzgeraldiae
Leiocolea fitzgeraldiae là một loài Rêu trong họ Jungermanniaceae. Loài này được Paton & A. R. Perry mô tả khoa học đầu tiên năm 1995.